# Johann von Klenau
Johann Graf von Klenau, Freiherr von Janowitz, als Mitglied einer altböhmischen Familie  Janowský z Janowicz a Klenowýho  (* 13. April 1758 in Prag, Böhmen; † 6. Oktober 1819 in Brünn, Mähren) war ein österreichischer General der Kavallerie und zuletzt kommandierender General in Mähren und Schlesien.

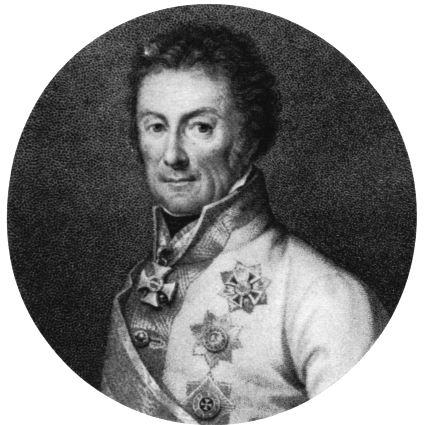
General von Klenau

## Herkunft
Seine Eltern waren der Graf Wenzel Ignatz Josef von Klenau und Janowitz und dessen Ehefrau Gräfin Maria Josefa von Breda (Bredow).

## Leben
Er kam am 1. Oktober 1774 als Kadett in das 47. Infanterie-Regiment. Er wechselte dann zur Kavallerie und war im bayerischen Erbfolgekrieg (1778–1779) Rittmeister beim 5. Chevauxlegers-Regiment. Im Türkenkrieg 1788 zeichnete er sich ebenfalls aus, wurde Major und kam während des Ersten Koalitionskrieges 1793 zur Rheinarmee unter Wurmser. Dort zeichnete er sich bei einigen Gefechten aus, so zum Beispiel am 27. Juli 1794 vor Lüttich. Sein größter Erfolg kam am 24. September 1795 im Gefecht bei Handschuhsheim. Der Feldmarschalleutnant Quosdanowich wurde am 24. September 1795 von den beiden französischen, durch den Neckar getrennten Divisionen der Generale Georges Joseph Dufour und Jean-Jacques Ambert angegriffen. Eine Kolonne, ein Chasseur-Regiment und fünf Bataillone mit acht Geschützen, drang gegen Neuenheim vor, um Handschuhsheim zu nehmen. Klenau, inzwischen Oberstleutnant, erhielt den Befehl, mit seinen Schwadronen über Neuenheim vorzurücken und die feindliche Truppe anzugreifen. Klenau warf sich auf das Chasseur-Regiment, zersprengte dasselbe und griff auch die nachfolgende Artillerie an und versprengte auch diese. Dufour wurde verwundet und geriet in Gefangenschaft. Die französische Reiterei floh bis nach Mannheim zurück. Dafür erhielt Klenau am 30. Oktober 1795 das Ritterkreuz des Militär-Maria-Theresien-Ordens und wurde zum Oberst beim 8. Husaren-Regiment (Wurmser-Husaren) befördert. Mit diesem Regiment wurde er 1796 nach Italien verlegt. Im September 1796 kam er mit Teilen des Regiments zur Verteidigung der Stadt nach Mantua. Er blieb dort bis zur Kapitulation am 2. Februar 1797. Im April war er wieder in Wien und wurde noch 1797 außer der Reihe zum Generalmajor befördert. Im Zweiten Koalitionskrieg kam er 1799 wieder nach Italien und 1800 nach Deutschland, zudem wurde er am 28. Oktober 1800 zur Feldmarschalleutnant befördert. Nach dem Krieg erhielt er ein Divisionskommando in Prag und wurde im Februar 1804 Inhaber des 5. Chevauxlegers-Regiments (später 10. Dragoner-Regiment). Im Dritten Koalitionskrieg stand er zunächst in Bayern und schlug am 18. Dezember Pierre-François-Charles Augereau bei Lauf, später  wurde er in Ulm eingeschlossen. Es blieb nun friedlich bis 1809. Dort kämpfte er bei Aspern, wo er die Vorhut der 4. und 5. Kolonne kommandiert. Später kämpfte er auch in Wagram, wo er an Stelle des erkrankten Feldzeugmeisters Johann von Hiller das 6. Armeekorps führte. Für seine hervorragenden Leistungen erhielt er das Kommandeurskreuz des Maria-Theresien-Ordens.
Während der Befreiungskriege 1813 erfolgte Klenau’s Beförderung zum General der Kavallerie und er erhielt ein Korps bei der Hauptarmee in Böhmen. Er kämpfte bei Dresden und der Völkerschlacht bei Leipzig. Am 26. Oktober führte er das Blockadekorps von Dresden. Marschall St. Cyr bot am 7. November Verhandlungen an, die am 11. November mit der Kapitulation der Truppen endete. Fast 28.000 Mann gingen in Gefangenschaft und sollten nach Straßburg gebracht werden. Der Feldmarschall Fürst Schwarzenberg erklärte den Vertrag aber am 17. November für ungültig, er stellte dem Marschall frei nach Dresden zurückzukehren oder in österreichische Gefangenschaft zu gehen. Der Marschall wählte letzteres. Das Korps Klenau rückte nach Italien ab, ein kleiner Teil aber an den Rhein. Der General erhielt die Weisung nach Prag und dann nach Wien zu gehen, von dort wurde er dann zur Armee nach Italien gesandt. Im Jahr 1815 wurde er kommandierender General in Mähren und Schlesien mit Standort Brünn. Auf diesem Posten verblieb er bis zu seinem Tode.
Im Jahr 1909 wurde in Wien-Donaustadt (22. Bezirk) die Klenaugasse nach ihm benannt.

## Familie
Er heiratete 1800 Maria Josefa Tallian de Vieseck (* 1763) Witwe des Anton Somsich de Sard. Das Paar hatte eine Tochter:
- Maria Anna Johanna Josepha Henriette (* 17. Dezember 1801; † 21. März 1870)

⚭ 1818 Graf Franz Joseph Siegmund von Riesch (1793–1833), Kämmerer, Sohn von Johann Siegmund von Riesch
⚭ 1835 Gustav von Bennigsen (1790–1867), preußischer Generalleutnant